# Ahmad Kasravi
Ahmed Kasravi (Hokmabad, Tabriz, 29. rujna 1890. – Teheran, 11. ožujka, 1946.) bio je iranski jezikoslovac, povjesničar i filozof.

## Životopis
Otac mu je umro kad mu je bilo 13 godina pa je radio u tkaonici sagova. Prema želji pokojnog oca, pohađao je šijitsko sjemenište u Tabrizu. Razočaran pomanjkanjem slobode, potražio je namještenje u Ministarstvu pravosuđa, odakle se morao udaljiti jer je favorizirao seljake i njihove probleme. Godine 1934. počinje objavljivati članke u kojima kritizira perzijske pjesnike, a kad se odbija odreći svojih stavova, prisiljen je udaljiti se i sa sveučilišta.

## Ubojstvo
Nakon neuspješnog atentata u travnju 1945, Kasravi je ubijen u teheranskoj sudnici za vrijeme procesa koji se protiv njega vodio zbog "klevetanja islama". S njim je ubijen i jedan njegov suradnik, a za oba atentata odgovorna je šijitska teroristička organizacija Fadajane Islam (Posvećenici islama).